# Duddits
Duddits (im Original: Dreamcatcher) ist ein Roman des US-amerikanischen Schriftstellers Stephen King aus dem Jahre 2001. Im Jahre 2003 wurde er unter dem Namen Dreamcatcher verfilmt. Das Manuskript, von Hand geschrieben, war ein Mittel des Autors, um sich von einem Autounfall im Jahre 1999 zu erholen und wurde von ihm in einem halben Jahr fertiggestellt. Die deutsche Übersetzung von Jochen Schwarzer wurde durch den Ullstein-Verlag publiziert.

## Inhalt
Der Roman handelt von den vier Jungen Pete, Jonesy, Henry und Biber, deren Leben sich verändert, als sie Douglas „Duddits“ Cavell, ein Kind mit Down-Syndrom, vor ein paar jugendlichen Schlägern retten. Duddits hat die Fähigkeit, Dinge zu sehen, die sonst niemand sehen kann, unter anderem die „Linie“, die die Freunde einmal sogar zu einem vermissten Mädchen führt. Auch verfügt er über telepathische Kräfte. Duddits’ vier Freunde werden erwachsen, ziehen weg aus Derry und weg von Duddits. Sie haben im Erwachsenenleben alle ganz ähnliche Probleme, obwohl sie sich kaum noch sehen. Nur einmal jährlich treffen sich die vier besten Freunde noch, um gemeinsam jagen zu gehen.
Es lässt sich an wie in jedem Jahr davor, aber als sie sich im Herbst 1999 zum Jagen in Bibers Hütte in Jefferson Tract im US-Bundesstaat Maine, treffen, sehen sie sich auf einmal mit einer Alien-Invasion und einem psychotischen Oberst der Armee namens Abraham Kurtz konfrontiert. Zu allem Überfluss kommen auch noch längst verdrängte (Jugend-)Erinnerungen und Sünden hoch, denen sie sich anscheinend stellen müssen, wenn sie den Untergang der Menschheit verhindern und überleben wollen.
Die Invasion beginnt, als Jonesy während der Jagd einen Mann im Wald findet, der unter starken Schmerzen und Blähungen leidet und keinerlei Zeitgefühl mehr besitzt. Obwohl der Mann ein hässliches Mal im Gesicht hat, das Jonesy und Biber zu Anfang fälschlich für Krebs halten, bringt Jonesy ihn, ohne zu zögern, in ihre Hütte. Pete und Henry, die unterwegs sind, um Nahrungsvorräte im Dorf einzukaufen, werden zunächst von starkem Schneefall überrascht und überfahren fast eine rätselhafte Frau, die mitten auf der Straße auf dem eiskalten Boden sitzt. Es kommt zu einem Autounfall. Viel schlimmer finden die beiden jedoch, dass die Frau sich mehr als unheimlich verhält. Ihr fehlen Zähne, sie spricht nicht und reagiert weder auf das auf sie zurasende Auto noch darauf, dass sie angesprochen wird. Als sich aber ein beängstigendes Lichterspektakel am Himmel abspielt, wird sie sogar regelrecht hysterisch.
Beim Unfall verletzt, bleibt Pete an einem von Henry notdürftig organisierten Unterstand mit der traumatisierten Fremden zurück. Henry, der in besseren Zeiten als Hobby Marathonlauf betrieben hatte, rennt los, um Hilfe zu holen. Er „fühlt“ auf dem Weg zurück zur Jagdhütte – wie es ihm früher auch mit Duddits öfter ging –, dass sich in der Hütte Grauenhaftes abspielt, während er um das Leben seiner drei Freunde läuft.
Biber verliert sein Leben, als aus dem todkranken Mann ein Außerirdischer, ein „Byrum“, ein wieselähnliches Wesen mit messerscharfen Zähnen, schlüpft. Jonesy wird bei offener Hüttentür von einem Alien überrascht, das sich regelrecht in Pilzsporen, in den „Ripley“-Pilz auflöst. „Ripley“ – nach einer Figur aus dem Film Alien. Jonesy teilt fortan seinen Körper mit dem Außerirdischen, den er wegen dessen grauer Körperfarbe „Mr. Gray“ tauft.
Zwischenzeitlich ist von einer Cleaner-Einheit des amerikanischen Militärs die komplette Region abgeriegelt worden. Sie haben alle Jäger im einzigen Laden im Dorf, „Gosselin’s“, zusammengetrieben. Ihr Auftrag ist nicht, etwas an der schrecklichen Situation zu retten. Ihr Auftrag lautet einzig, alles Leben auszulöschen – sowohl die Aliens wie auch alle unerwünschten Zeugen.
Mr. Gray begibt sich auf eine Flucht aus der Quarantänezone, weil er aus dem Studium von Jonesys Erinnerungen den Schluss gezogen hat, dass er als einziger Überlebender der bereits grandios gescheiterten Invasion das absehbare Ende nur noch herumreißen kann, wenn er an große Mengen von Wasser kommt. Dumm nur, dass Jonesys Bewusstsein sich in einem kleinen Flecken in seinem eigenen Gehirn verbarrikadieren konnte. Und dass Jonesy, nachdem er Mr. Gray machtlos dabei zusehen musste, wie er seinen Freund Pete umbrachte, zunehmend Kontakt zu seinen verbleibenden Freunden bekommt. Auf diese Weise kann Jonesy auch Mr. Gray immer wieder auf falsche Fährten führen, überlisten und sabotieren.
Henry, mittlerweile im Dorf von der Army interniert, schafft es, Owen Underhill, den einzigen der militärischen „Reinigungskolonne“, der Skrupel gegenüber den Opfern des geplanten Massakers hat, auf seine Seite zu bekommen. Mit einem gestohlenen Humvee machen sie sich auf die Jagd nach Jonesy und dem Außerirdischen, durch Eisglätte und extremen Schneefall aus dem Sperrgebiet heraus nach Derry, zu Duddits.
Henry, der die vielen ahnungslosen Zivilisten nicht ohne eine Überlebenschance zurücklassen wollte, hat eine blutige Revolte der Jäger gegen die Militärs angezettelt, zögernd unterstützt von Underhill. Das bringt ihnen die Verfolgung durch Abraham Kurtz, den Chef der militärischen Cleaner-Truppe, ein. Wie ein Bluthund verfolgt er seinen ehemaligen Stellvertreter Underhill, um sich in seinem Wahnsinn für den Verrat an seiner Person zu rächen.
Am Bostoner Wasser-Reservoir kommt es schließlich zum Finale. Dort treffen nach einer atemberaubenden Aufholjagd alle drei Gruppen zusammen. Mr. Gray und Jonesy, die sich noch immer einen Körper teilen, Underhill und Henry, die den mittlerweile an Leukämie im Endstadium erkrankten Duddits bei seiner Mutter abholen konnten, sowie Kurtz mit Begleitung.
Mr. Gray will Jonesy dazu zwingen, einen verseuchten Hund ins Wasserreservoir zu werfen, um seiner Art zu helfen, weiterhin auf der Erde zu bestehen. Duddits ist inzwischen gestorben, weil er seine letzte Kraft dafür aufwendete, Henry dabei zu helfen, Jonesy klarzumachen, dass es keinen Mr. Gray gibt, sondern dass er nur Jonesys eigenen Trieb nach Gewalt verkörpert, was sie auch schaffen. Underhill weiß davon nichts und will Jonesy töten, bekommt jedoch Mitleid und lässt ihn überleben. Draußen trifft Owen auf Kurtz, der Rache nehmen will und auf Owen schießt. Jedoch wird dieser von einem anderen Soldaten getötet.

## Beziehungen zu anderen Romanen von King
- Im Verlauf der Geschichte scheint einer der vier Freunde, Gary „Jonesy“ Jones, unter den Einfluss von „Mr. Gray“, einem gefühlskalten Außerirdischen mit einem verzweifelten Plan, geraten zu sein. „Gray“, der Name des Aliens, ist auch ein Name des Clowns Pennywise in Kings Roman Es, obwohl keine Verbindungen erkennbar sind.
- In einer ausführlichen Passage erinnert das Buch an den großen Sturm von 1985, der am Ende von Es die Stadt Derry verwüstete. Eines der Opfer des Sturms ist der Wasserturm, an dessen ehemaligem Standort eine Gedenktafel angebracht ist mit der Inschrift:

„DEN OPFERN DES ORKANS
VOM 31. MAI 1985
UND DEN KINDERN
ALLEN KINDERN
IN LIEBE VON BILL, BEN, BEV, EDDIE, RICHIE
STAN, MIKE
DER KLUB DER VERLIERER“
In krakeligen roten Sprühbuchstaben stand darüber, im Scheinwerferlicht des Dodge gut lesbar, die Botschaft „PENNYWISE LEBT“.
- Es findet sich weiter als Berührungspunkt zwischen den beiden Romanen noch die Schilderung der fünf Jungen, als sie das vermisste Mädchen finden: es hätte nach „etwas unfassbar Altem“ in der Kanalisation Derrys gerochen.
- Wie auch im Roman Das Monstrum verbreiten die Außerirdischen nach ihrer Ankunft Telepathie wie eine Krankheit; in beiden Fällen ist ihre Ankunft auf der Erde eine Notlandung.
- Das Thema Außerirdische/UFOs behandelte King in Anbetracht seines umfangreichen Werks eher selten. Dieses Thema kommt vor in: Das Monstrum, Es (in der Langfassung erweist sich das Monster als außerirdisches Wesen), der Kurzgeschichte Ich bin das Tor (in Nachtschicht) und der Kurzgeschichte Das Haus in der Maple Street (in Alpträume). Auf Astronauten in Lebensgefahr trifft man außerdem in der Kurzgeschichte Der Dünenplanet (in Der Fornit).
- Unfälle wie der von Jonesy, die Kings echtem Unfall Tribut zollen, sind auch dargestellt in Der Buick (ein Polizist wird von einem Lastwagen erfasst und getötet), der TV-Reihe Kingdom Hospital (ein Jogger wird von einem Auto gerammt und liegt daraufhin im Koma). In der Reihe Der Dunkle Turm wird King selbst von Jake vor einem schlimmeren Ausgang seines Unfalls bewahrt, den er vorher prophezeit hat.

## Wissenswertes
Im März 2001 erschien der Roman gleichzeitig in den USA, in England und in Deutschland. Ursprünglich war beabsichtigt, den Roman auf dem deutschen Buchmarkt unter dem Titel Albtraumfänger zu veröffentlichen. Zudem ist die britische Fassung von Duddits länger als die amerikanische Version.